# Mallochohelea tianshanica
Mallochohelea tianshanica är en tvåvingeart som beskrevs av Remm 1980. Mallochohelea tianshanica ingår i släktet Mallochohelea och familjen svidknott. Inga underarter finns listade i Catalogue of Life.